# Вртятко, Антонин Ярославлев
Антонин Ярославлев Вртятко (или Вертятко; чеш. Antonín Jaroslav Vrťátko; 1815—1892) — чешский писатель

, поэт, библиотекарь

 и педагог.

## Биография
Антонин Вртятко родился 29 мая 1815 года в Новых Бенатках, в мещанской семье. 

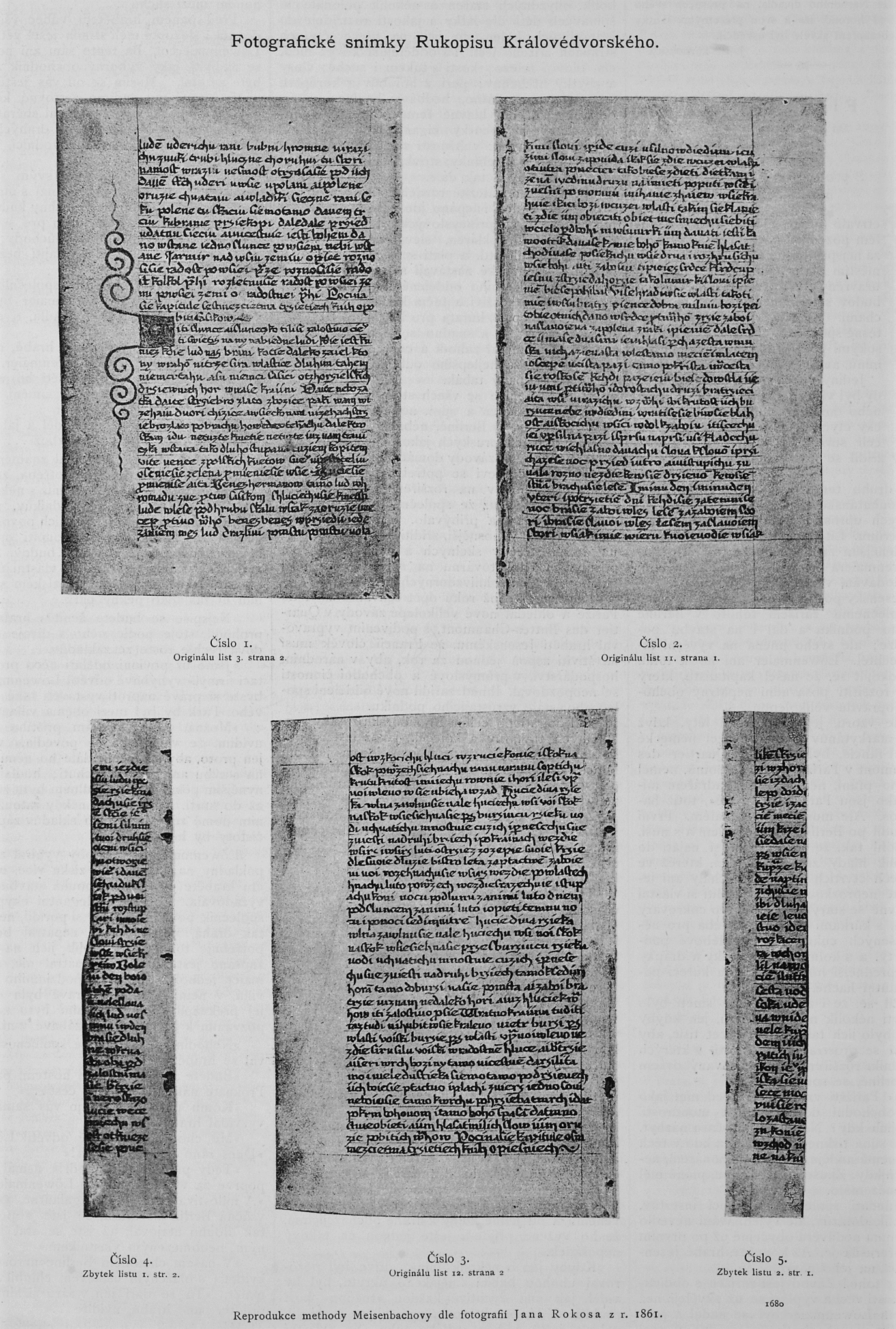
Сохранившиеся страницы книги Вртятко

В 1851 году Вртятко был приглашен вместе с Шафариком установить чешскую научную терминологию, а в 1861 году был назначен библиотекарем Чешского музея и редактором музейного «Часописа».
Из его литературных трудов особенную известность получили некоторые рассказы и романы, стихотворения для детей и статья о Гуттенберге, в которой он доказывает, что изобретатель книгопечатания был чехом. Ценны также труды Вертятко по философии Аристотеля, «Категории» которого он перевел на чешский язык.
Из других трудов Вртятко особенно известны: фотографическое издание в 1862 году Краледворской рукописи, статьи: «Zlomky taborské» и «Hanka a Dobrovsky».
А. Я. Вртятко за свои научные работы получил, серебряную медаль на Московской этнографической выставке. Он состоял членом Московской археологической комиссии и почётным членом Императорской Петербургской публичной библиотеки (ныне Российская национальная библиотека).
Антонин Ярославлев Вртятко умер 19 декабря 1892 года в городе Праге.